# هيلين تايلر
كانت هيلين تايلر (31 يونيو 1831 – 29 يناير 1907) نسوية وكاتبة وممثلة إنجليزية. كانت ابنة هارييت تايلر مل وحفيدة جون ستيوارت مل. بعد وفاة أمها، عاشت وعملت مع مل، وروجا معًا لحقوق النساء. من عام 1876 وحتى 1884 (وقتما استقالت بسبب صحتها) كانت عضوًا في مجلس مدرسة لندن. انضمت في عام 1881 إلى الاتحاد الديمقراطي. كانت داعمة لحق المرأة في التصويت وشاركت في عريضة في هذا الخصوص منذ عام 1865، لتصير مصدر إلهام للمدافعين عن حق المرأة في التصويت.

## حياتها
وُلدت هيلين تايلر في كينت تيريس، لندن، في 27 يوليو 1831، وكانت البنت الوحيدة وصغرى ثلاثة أطفال لجون تايلر، تاجر أدوية بالجملة يعمل لصالح مارك لين، وزوجته هارييت، ابنة توماس هاردي من بريكسغيت، قرب كيركبيرتن، يوركشاير، حيث كان أفراد العائلة أسياد القصر لقرون.
ألهم تايلر، وهو رجل متعلم، ابنته بعشق للتاريخ دام طوال حياته وعاطفة بنويّة قوية منذ سن مبكرة. توبع تعليم هيلين بصورة سرية وغير منهجية. كانت الرفيق الدائم لأمها، التي -وبسبب صحتها المتدهورة- كانت تسافر باستمرار. تشهد رسائل السيدة تايلر إلى ابنتها، التي سرعان ما نُشرت، بالتعاطف العميق بين الاثنتين. توفي أبو هيلين في يوليو 1849، وتزوجت أمها من جون ستيوارت مل في إبريل 1851.
أرادت أمها، هارييت تايلر مل، أن تكون هيلين حرة لتفعل «ما أمِلت أن تتمتع جميع النساء بالحرية لفعله يومًا ما: العمل في وظيفة من اختيارها الشخصي. بدأت ’تجارب الحياة‘ التي شجعتها هارييت وجون في كتاب عن الحرية مع ابنتهما»، هيلين. لاحقت هيلين حلمها في الصيرورة ممثلة وذهبت للعمل في سندرلاند في عام 1856 وعملت ممثلةً لسنتين.
توفيت هارييت تايلر مل في 3 نوفمبر 1858 في فندق دو لوروب، أفينيون، وقتما كانت في طريقها مع زوجها إلى جنوب فرنسا. ليكون قريبًا من قبر زوجته، اشترى مل منزلًا في أفينيون، والذي ورثته هيلين تايلر لاحقًا. كرّست تايلر نفسها بعد ذلك كليًا لمِل، وصارت «تعزيته الرئيسة» وثمّن هو مساهمتها الذكية.
لم تتولى كامل مسؤولية مسائله العملية ومراسلاته الثقيلة مجيبةً عن العديد من رسائله بنفسها فحسب، بل ربما أسهمت أيضًا في أعماله الأدبية، ولا سيما إخضاع النساء (1869)، والذي رُبما اقترحت أمها معظمه. اعتاد مل القول إن جميع أعماله الأخيرة لم تكن ثمرة عقل واحد، بل ثلاثة، عقله وعقل زوجته وعقل ابنة زوجته. توفي مل في 1873.
حررت تايلر، التي كانت قد حررت في 1872 الأعمال المتفرقة والبَعدوَفاتيّة لإتش. تي. باكل مع التفات إلى سيرته الذاتية، وهو مناصر مخلص لمدرسة مل الفكرية، السيرة الذاتية لمل في 1873، وأصدرت في عام 1874 مقالاته: الطبيعة، وجدوى الدين، والتأليه، مع مقدمة لها.
لعبت هيلين أيضًا دورًا كبيرًا في حياة علم النبات خاصة مل. ثمة وصف لرحلة جمعٍ نباتية إلى جبال البرانس في عام 1860، والذي لا يظهر قوة شخصية هيلين فحسب، بل إخلاصها لمل أيضًا. «عاشت هيلين وقتًا شاقًا، متدحرجة على طول الطريق بإصرار في ملابسها المحرجة، مسافرة أحيانًا لأربع ساعات سيرًا على الأقدام وثمانية على الحصان في يوم واحد، تحت الشمس المحرقة، وعلى السلاسل الجبلية الصخرية، غارقة حتى ركبتيها في الثلج فوق الممرات، ومطرطشة في انصهاره، ومتوقفة في حانات صغيرة منعزلة حيث لم تُر سيدة مسافرة قبلًا قط».